# Terza Categoria 1910-1911
I campionati di Terza Categoria della stagione 1910-1911 furono la settima edizione del campionato di calcio di tale categoria. Il campionato non aveva limiti di età.
Fu disputato e gestito dai Comitati Regionali in modo da evitare eccessive spese di trasporto alle squadre partecipanti.

## Formula
Il campionato, giocato fra i mesi di marzo e maggio per motivi meteorologici (dopo il disgelo dei piccoli campi non cintati), veniva stilato dai Comitati Regionali a seconda del numero delle società iscritte e ripartite in uno o più gironi a seconda delle distanze chilometriche.
La vincitrice di ciascun girone accedeva a un girone finale in cui la prima classificata si aggiudicava il titolo. La competizione non ebbe una finale nazionale.
Il calendario non fu organizzato allo stesso modo da tutti i Comitati Regionali. Per poter arrivare ad un termine comune (la F.I.G.C. non imponeva un termine perentorio e comunque prima dell'arrivo della "canicola" di inizio maggio) si optava spesso per i "gironi di sola andata" perché il girone all'italiana detto all'epoca "a girone doppio" non era applicabile viste le ridotte domeniche utilizzabili.

## Piemonte

### Girone torinese

#### Classifica finale
|  | Pos. | Squadra      | Pt | G | V | N | P | GF | GS | DR |
|  | ---- | ------------ | -- | - | - | - | - | -- | -- | -- |
|  | 1.   | Vigor Torino | 5  | 3 | 2 | 1 | 0 | 4  | 2  | +2 |
|  | 2.   | Piemonte III | 3  | 3 | 0 | 3 | 0 | 5  | 5  | 0  |
|  | 3.   | Juventus III | 2  | 3 | 0 | 2 | 1 | 3  | 4  | -1 |
|  | 3.   | Torino III   | 2  | 3 | 0 | 2 | 1 | 2  | 3  | -1 |

Legenda:
      Qualificato alla finale piemontese.
Note:

Due punti a vittoria, uno a pareggio, zero a sconfitta.

#### Calendario
Il calendario fu pubblicato su La Stampa Sportiva:
| Prima giornata            | Sola andata | Sola andata |
|                           |             |             |
| Torino III-Vigor          | 0-1         | 12 mar.     |
| Piemonte III-Juventus III | 2-2         | 12 mar.     |

| Seconda giornata        | Sola andata | Sola andata |
|                         |             |             |
| Vigor-Piemonte III      | 1-1         | 19 mar.     |
| Juventus III-Torino III | 0-0         | 19 mar.     |

| Terza giornata          | Sola andata | Sola andata |
|                         |             |             |
| Juventus III-Vigor      | 1-2         | 26 mar.     |
| Torino III-Piemonte III | 2-2         | 26 mar.     |

### Girone provinciale

#### Classifica finale
|  | Pos. | Squadra          | Pt | G | V | N | P | GF | GS | DR  |
|  | ---- | ---------------- | -- | - | - | - | - | -- | -- | --- |
|  | 1.   | Pro Vercelli III | 4  | 2 | 2 | 0 | 0 | 11 | 4  | +7  |
|  | 2.   | Veloces Biella   | 2  | 2 | 1 | 0 | 2 | 8  | 5  | +3  |
|  | 3.   | Casale II        | 0  | 2 | 0 | 0 | 2 | 2  | 12 | -10 |

Legenda:
      Qualificato alla finale piemontese.
Note:

Due punti a vittoria, uno a pareggio, zero a sconfitta.

#### Calendario
Il calendario fu pubblicato su La Stampa Sportiva:
| Prima giornata           | Sola andata | Sola andata |
|                          |             |             |
| Pro Vercelli III-Veloces | 4-3         | 12 mar.     |
| Riposa: Casale II        |             | 12 mar.     |

| Seconda giornata         | Sola andata | Sola andata |
|                          |             |             |
| Casale II-Veloces        | 1-5         | 19 mar.     |
| Riposa: Pro Vercelli III |             | 19 mar.     |

| Terza giornata             | Sola andata | Sola andata |
|                            |             |             |
| Casale II-Pro Vercelli III | 1-7         | 26 mar.     |
| Riposa: Veloces            |             | 26 mar.     |

#### Verdetti finali
- Pro Vercelli III qualificata alla finale piemontese.

### Finale
|                  | Risultati |                  | Luogo e data            |  |
| ---------------- | --------- | ---------------- | ----------------------- |  |
| Pro Vercelli III | 2 - 1     | Vigor            | Vercelli, 2 aprile 1911 |  |
| Vigor            | 5 - 8     | Pro Vercelli III | Torino, 9 aprile 1911   |  |
|                  |           |                  |                         |  |

### Verdetti finali
- Pro Vercelli III campione piemontese di Terza Categoria 1910-1911.

## Lombardia
Il campionato fu organizzato ancora dai delegati nominati nell'assemblea federale perché nella sede della Federazione il Comitato Regionale fu costituito solo dopo l'agosto 1911.

### Calendario
- 19 marzo 1911: Ausonia II-Libertas II 5-1.[3]
- 19 marzo 1911: Lombardia-Inter III 2-0 (forfait).[3]
- 26 marzo 1911: FC Lombardia-US Milanese III 3-2 (3-1?).[4][5][12]
- L'Inter III si ritirò dando forfait in tutte le partite che avrebbe dovuto disputare.[4][5]
- 9 aprile 1911: Libertas II-Lombardia 0-2 (forfait).[10]
- 30 aprile 1911: US Milanese III-FC Lombardia 2-1.

## Veneto
- 19 marzo 1911: Venezia III-Volontari 2-0.[3][7]
- 26 marzo 1911: Venezia III-Vicenza III 4-0.[4]

Nota:
- Secondo La Stampa Sportiva e La Gazzetta dello Sport, il Venezia III, vincendo la partita di ritorno contro il Volontari il 19 marzo 1911, vinse il campionato veneto di Terza Categoria.[3][7] Tuttavia La Stampa Sportiva della settimana successiva, riporta nel paragrafo "Terza Categoria" una partita tra Venezia e Vicenza.[4]

## Emilia

### Semifinali
Semifinale bolognese
|               | Risultati |               | Luogo e data           |  |
| ------------- | --------- | ------------- | ---------------------- |  |
| Sempre Avanti | 0 - 2     | Bologna II    | Bologna, 19 marzo 1911 |  |
| Bologna II    | 2 - 2     | Sempre Avanti | Bologna, 26 marzo 1911 |  |
|               |           |               |                        |  |

Semifinale provinciale
|                     | Risultati |                     | Luogo e data           |  |
| ------------------- | --------- | ------------------- | ---------------------- |  |
| Ass.Stud.del Calcio | 7 - 0     | US Ferrarese        | Modena, 19 marzo 1911  |  |
| US Ferrarese        | 1 - 4     | Ass.Stud.del Calcio | Ferrara, 26 marzo 1911 |  |
|                     |           |                     |                        |  |

### Finale
|                     | Risultati |                     | Luogo e data           |  |
| ------------------- | --------- | ------------------- | ---------------------- |  |
| Bologna II          | 6 - 0     | Ass.Stud.del Calcio | Bologna, 2 aprile 1911 |  |
| Ass.Stud.del Calcio | 2 - 3     | Bologna II          | Modena, 9 aprile 1911  |  |
|                     |           |                     |                        |  |

### Verdetti finali
- Associazione Studentesca del Calcio (Modena) Campione emiliano di Terza Categoria 1910-1911.[15]

## Toscana

### Sezione est

#### Classifica finale
|  | Pos. | Squadra       | Pt | G | V | N | P | GF | GS | DR  |
|  | ---- | ------------- | -- | - | - | - | - | -- | -- | --- |
|  | 1.   | Firenze FBC   | 6  | 4 | 3 | 0 | 1 | 14 | 2  | +12 |
|  | 2.   | Itala Firenze | 6  | 4 | 3 | 0 | 1 | 13 | 1  | +12 |
|  | 3.   | Juventus      | 0  | 4 | 0 | 0 | 4 | 1  | 25 | -24 |

Legenda:
      Va allo spareggio.
Note:

Due punti a vittoria, uno a pareggio, zero a sconfitta.

#### Spareggio d'ammissione alla finale
Lo spareggio si rese necessario perché le due squadre erano a pari punti.
|             | Risultato |               | Luogo e data           |
| ----------- | --------- | ------------- | ---------------------- |
| Firenze FBC | 1 - 0     | Itala Firenze | Firenze, 2 aprile 1911 |
|             |           |               |                        |

#### Calendario
Il calendario fu pubblicato da La Gazzetta dello Sport.
| Andata (1ª)  | Andata (1ª)   | Prima giornata       | Ritorno (4ª) | Ritorno (4ª) |
|              |               |                      |              |              |
| 19 feb. 1911 | 1-7           | Juventus-Firenze FBC | 0-6          | 12 mar. 1911 |
| 19 feb. 1911 | Riposa: Itala |                      |              | 12 mar. 1911 |

| Andata (2ª)  | Andata (2ª)      | Seconda giornata  | Ritorno (5ª) | Ritorno (5ª) |
|              |                  |                   |              |              |
| 26 feb. 1911 | 1-0              | Firenze FBC-Itala | 0-1          | 26 mar. 1911 |
| 26 feb. 1911 | Riposa: Juventus |                   |              | 26 mar. 1911 |

| Andata (3ª) | Andata (3ª)         | Terza giornata | Ritorno (6ª) | Ritorno (6ª) |
|             |                     |                |              |              |
| 5 mar. 1911 | 5-0                 | Itala-Juventus | 7-0          | 19 mar. 1911 |
| 5 mar. 1911 | Riposa: Firenze FBC |                |              | 19 mar. 1911 |

### Sezione ovest

#### Classifica finale
|  | Pos. | Squadra            | Pt | G | V | N | P | GF | GS | DR |
|  | ---- | ------------------ | -- | - | - | - | - | -- | -- | -- |
|  | 1.   | SPES Livorno       | 6  | 4 | 3 | 0 | 1 | 6  | 2  | +4 |
|  | 2.   | Virtus Juventusque | 6  | 4 | 3 | 0 | 1 | 6  | 2  | +4 |
|  | 3.   | Pisa               | 0  | 4 | 0 | 0 | 4 | 0  | 8  | -8 |

Legenda:
      Qualificato alla finale toscana.
Note:

Due punti a vittoria, uno a pareggio, zero a sconfitta.

#### Spareggio qualificazione
Avendo Virtus Juventusque e SPES terminato in testa a pari punti fu necessario uno spareggio.
|      | Risultati |                    | Luogo e data           |  |
| ---- | --------- | ------------------ | ---------------------- |  |
| SPES | 4 - 1     | Virtus Juventusque | Livorno, 2 aprile 1911 |  |
|      |           |                    |                        |  |

#### Calendario
Il calendario fu pubblicato da La Gazzetta dello Sport.
| Andata (1ª)  | Andata (1ª)  | Prima giornata          | Ritorno (4ª) | Ritorno (4ª) |
|              |              |                         |              |              |
| 19 feb. 1911 | 1-0          | SPES-Virtus Juventusque | 1-2          | 12 mar. 1911 |
| 19 feb. 1911 | Riposa: Pisa |                         |              | 12 mar. 1911 |

| Andata (2ª)  | Andata (2ª)  | Seconda giornata        | Ritorno (5ª) | Ritorno (5ª) |
|              |              |                         |              |              |
| 26 feb. 1911 | 0-2          | Pisa-Virtus Juventusque | 0-2          | 19 mar. 1911 |
| 26 feb. 1911 | Riposa: SPES |                         |              | 19 mar. 1911 |

| Andata (3ª) | Andata (3ª)                | Terza giornata | Ritorno (6ª) | Ritorno (6ª) |
|             |                            |                |              |              |
| 5 mar. 1911 | 0-2                        | Pisa-SPES      | 0-2          | 26 mar. 1911 |
| 5 mar. 1911 | Riposa: Virtus Juventusque |                |              | 26 mar. 1911 |

### Finale
|             | Risultati |             | Luogo e data            |  |
| ----------- | --------- | ----------- | ----------------------- |  |
| Firenze FBC | 2 - 0     | SPES        | Firenze, 23 aprile 1911 |  |
| SPES        | 2 - 2     | Firenze FBC | Livorno, 30 aprile 1911 |  |
|             |           |             |                         |  |

### Verdetti finali
- Firenze FBC Campione toscano di Terza Categoria 1910-1911.

## Lazio

### Classifica finale
Fonte:
|  | Pos. | Squadra       | Pt | G | V | N | P | GF | GS | DR |
|  | ---- | ------------- | -- | - | - | - | - | -- | -- | -- |
|  | 1.   | Lazio         | 8  | 4 | 4 | 0 | 0 | 9  | 0  | +9 |
|  | 2.   | Juventus Roma | 4  | 4 | 2 | 0 | 2 | 5  | 6  | -1 |
|  | 3.   | Roman         | 0  | 4 | 0 | 0 | 4 | 2  | 10 | -8 |

Legenda:
      Campione laziale di Terza Categoria 1910-1911.
Note:

Due punti a vittoria, uno a pareggio, zero a sconfitta.

### Calendario
| Andata (1ª) | Andata (1ª)   | Prima giornata | Ritorno (4ª) | Ritorno (4ª) |
|             |               |                |              |              |
| 5 feb. 1911 | 2-4           | Roman-Juventus | 0-1          | 26 feb. 1911 |
| 5 feb. 1911 | Riposa: Lazio |                |              | 26 feb. 1911 |

| Andata (2ª)  | Andata (2ª)   | Seconda giornata | Ritorno (5ª) | Ritorno (5ª) |
|              |               |                  |              |              |
| 12 feb. 1911 | 1-0           | Lazio-Juventus   | 3-0          | 5 mar. 1911  |
| 12 feb. 1911 | Riposa: Roman |                  |              | 5 mar. 1911  |

| Andata (3ª)  | Andata (3ª)      | Terza giornata | Ritorno (6ª) | Ritorno (6ª) |
|              |                  |                |              |              |
| 19 feb. 1911 | 0-3              | Roman-Lazio    | 0-2          | 12 mar. 1911 |
| 19 feb. 1911 | Riposa: Juventus |                |              | 12 mar. 1911 |

## Campania
- 19 marzo 1911: Naples B-SS Napoli 2-0.[7]
- 26 marzo 1911: Juventus-Elios 3-3 (0-2 tav.).[5]
- 2 aprile 1911: Naples B-Audace 7-2.
- 9 aprile 1911: SS Napoli-Elios 2-1.
- 7 maggio 1911: Juventus-Naples B.

Il campione napoletano, la S.S. Napoli, vinse la finale contro la Robur di Caserta (unica iscritta nel girone provinciale), aggiudicandosi il titolo di campione campano di Terza Categoria 1910-1911.